# Ferenc Mehl
Ferenc Mehl (* 1984 in Rottweil) ist ein deutscher Jazzmusiker (Schlagzeug, Komposition).

## Leben und Wirken
Mehl, der als Jugendlicher 2000 und 2001 an internationalen Jazzworkshops bei Wolfgang Haffner und Wolfgang Lackerschmidt teilnahm, wurde 2002 in das Landesjugendjazzorchester Baden-Württemberg aufgenommen. Nach weiterem Unterricht bei Meinhard „Obi“ Jenne studierte er an den Musikhochschulen in Leipzig und Amsterdam Schlagzeug und Pädagogik. Bei Aufenthalten in New York und Berlin vervollständigte er seine Ausbildung. Erfahrung sammelte Mehl unter anderem im Bundesjazzorchester und in der Zusammenarbeit mit Claus Stötter, Rudi Mahall, Nicolas Simion, Steffen Schorn, Nils Wogram und Bernd Konrad.
Gemeinsam mit seinem Bruder Magnus Mehl leitet er das Ferenc und Magnus Mehl Quartett, für das er auch komponiert. Mit dieser Band hat er bis 2025 vier CDs veröffentlicht. Darüber hinaus ist er Kopf der Band InterFerencE. Auch gehört er zur Magnus Mehl Tiny Brass Band. ist er auf Alben von Jörg Enz Organic Trio zu hören.
Mehl wurde mit dem Ersten Preis beim Internationalen Jimmy-Woode-Award (Italien, 2008) ausgezeichnet; 2014 war er Stipendiat der Kunststiftung Baden-Württemberg und 2015 Stipendiat der Baden-Württemberg Stiftung.

## Diskographische Hinweise
- Ferenc und Magnus Mehl Quartett No 1 (2006 mit Martin Schulte, Frederik Köster, Fedor Ruškuc)
- Ferenc & Magnus Mehl Quartett Baden verboten! (2009, mit Jake Saslow, Martin Schulte, Fedor Ruškuc)
- Mehl Consortium City Views (Jawo 2012, mit Magnus Mehl, Rainer Böhm, Axel Schlosser, Felix Fromm, Fedor Ruškuc, Philipp Tress)
- Ferenc und Magnus Mehl Quartett Once Upon and So On (Jawo 2014, mit Magnus Mehl, Martin Schulte, Fedor Ruškuc)
- Konrad/Mehl Project Two Generations in Jazz (HGBS 2014, mit Bernd Konrad, Magnus Mehl und Fedor Ruškuc)
- Ferenc und Magnus Mehl Quartett Broken Circle (Mochermusic 2018, mit Magnus Mehl, Martin Schulte, Fedor Ruškuc)